# 平和に対する罪
平和に対する罪（へいわにたいするつみ、英: crime against peace）とは、侵略戦争や国際法・条約・協定・誓約に違反する戦争の計画・準備・開始および遂行、もしくはこれらの行為を達成するための共同の計画や謀議に参画した行為。
第二次世界大戦後、戦争犯罪の構成要件を決定する必要にせまられ、種々のガイドラインを定めるために開かれたロンドン会議 (1945年)で最初に提唱された。

## 概要
1945年から1946年にかけて開かれたフィンランド戦争責任裁判（War-responsibility trials in Finland - 国際法廷ではない）で政治指導者を起訴するために初めて使われ、その原則が後にニュルンベルク原則として知られることになった。侵略戦争に関する個人の責任を対象としてニュルンベルク裁判や極東国際軍事裁判では平和に対する罪はa項と規定され、これに問われた戦争犯罪人はA級戦犯と呼ばれている。　
また、第二次世界大戦後のニュルンベルク裁判や極東国際軍事裁判のために制定した「事後法」であるとして、国家ではなく個人の責任を追及し処罰することは法の不遡及原則に反していたとする法学者の意見もある。
しかし、ドイツや日本といった大陸法系の考えでは、行為時に成文として存在しない法律を根拠に処罰されれば事後法に該当するが、アメリカやイギリスといった英米法、或いは条約と慣習法からなる国際法の考えでは、行為時に成文法でとして禁止されていない行為であってもコモン・ロー上の犯罪として刑罰を科すことが可能であり、それは事後法には該当しない。第二次世界大戦の以前にはすでに平和を破壊する行為が違法であることが、主に慣習法として、もしくはヴェルサイユ条約やパリ不戦条約など一部の条約において既に確認されていたという意見もある。国際法においては1953年発行の人権と基本的自由の保護のための条約（欧州人権条約）第7条2項に於いて、犯行当時に文明国の法の一般原則に従って犯罪であった場合は法の不遡及の例外としての処罰を認めている。また、1976年発効の自由権規約15条2項に於いても法の不遡及の例外が言及されており国際慣習法（コモンロー）に配慮したものである。
ニュルンベルク原則については、第一次世界大戦後のパリ予備交渉で組成された15人委員会の報告がしばしば論じられるが、第一次世界大戦の際のオスマン帝国のアルメニア人虐殺に対して連合国側の15人委員会が「人道に反する罪」として取り上げた際には、アメリカおよび日本は「これを認めれば、国家元首が敵国の裁判にかけられることになる」として反対し、またアメリカは国際法廷の設置そのものに前例がないとして反対している。15人委員会はアメリカなどの反対を考慮して、よりマイルドな戦犯裁判を提案しドイツ人901名の戦犯リストを作成したが、ドイツは国際法廷ではなくドイツのライプツィヒ最高裁で国内法により戦犯を裁くことを提案し、連合国も合意した経緯がある（ライプツィヒ戦争犯罪裁判）。そのためニュルンベルク裁判は、国際法廷が国家指導者の個人の責任を裁くという前例のないものとなった。

## 現代における意義
「平和に対する罪」の概念は国際連合の集団安全保障システムなどの基盤となった。 国際連合憲章には、「…平和に対する脅威の防止及び除去と侵略行為その他の平和の破壊の鎮圧とのため有効な集団的措置をとること…」の目的で国際連合が組織され（第1条1.）、その目的を達成するために安全保障理事会が「…平和に対する脅威、平和の破壊又は侵略行為の存在を決定し、並びに、国際の平和及び安全を維持し又は回復するために、勧告をし、又は第41条及び第42条に従っていかなる措置をとるかを決定する」とされている（第39条）。
国際連合発足時にはニュルンベルク決議がされニュルンベルク原則も後に決議されており、ニュルンベルク裁判にあらわれた平和や人道に関する原則が定式化された。